# Speyside (destilería)

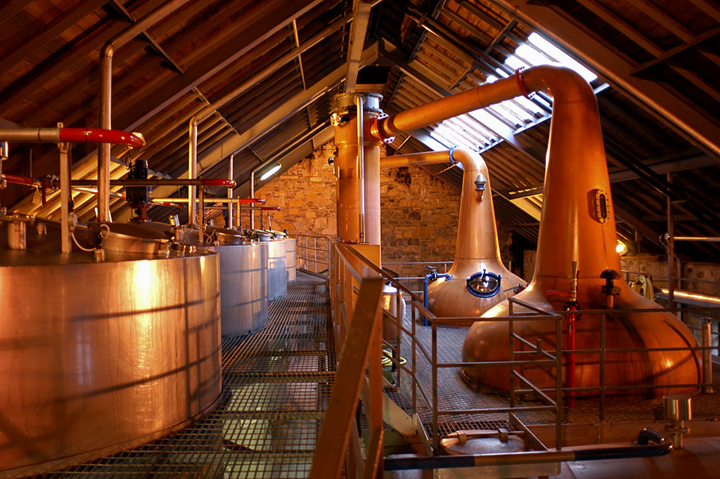
Speyside (destilería) por dentro y la maquinaria empleada por su destilación.

Speyside es una destilería de whisky escocés situada cerca de la aldea de Kingussie en Speyside, Escocia.

## Carácter distintivo y orígenes
Fundada en 1990 por George Christie, la Speyside es una de las destilerías más jóvenes de Escocia. A pesar de ser neófita en el mundo del whisky escocés, la destilería se enorgullece de sus métodos anticuados y de sacrificar la cantidad producida por la calidad.
Dispone de dos alambiques de forma tradicional. Y ya que la producción masiva nunca fue uno de los objetivos de George Christie, son de los más pequeños de Escocia. La cuba de mash Glenspey fue la última instalada por la ingeniería Newmill antes de su cierre. Aunque pequeña, la destilería puede producir 500.000 litros de alcohol al año. La destilería es la más meridional de Speyside y toma su agua directamente del río Tromie.

## Productos
La destilería de Speyside ofrece muchas variedades de whisky además de muchas otras bebidas alcohólicas destiladas. Se ha dejado de producir el whisky de malta de 10 años, para pasar a producir maltas de 12 y 15 años de edad. También se produce un malta no envejecido llamado Drumguish. La compañía, además, produce varios tipos de whisky blended, como Glen Hood, Best Seller y Scottish Prince. Como embotellador independiente produce barriles de whisky cask strength single bajo el nombre de Scotts Selection.